# Malangatana Ngwenya

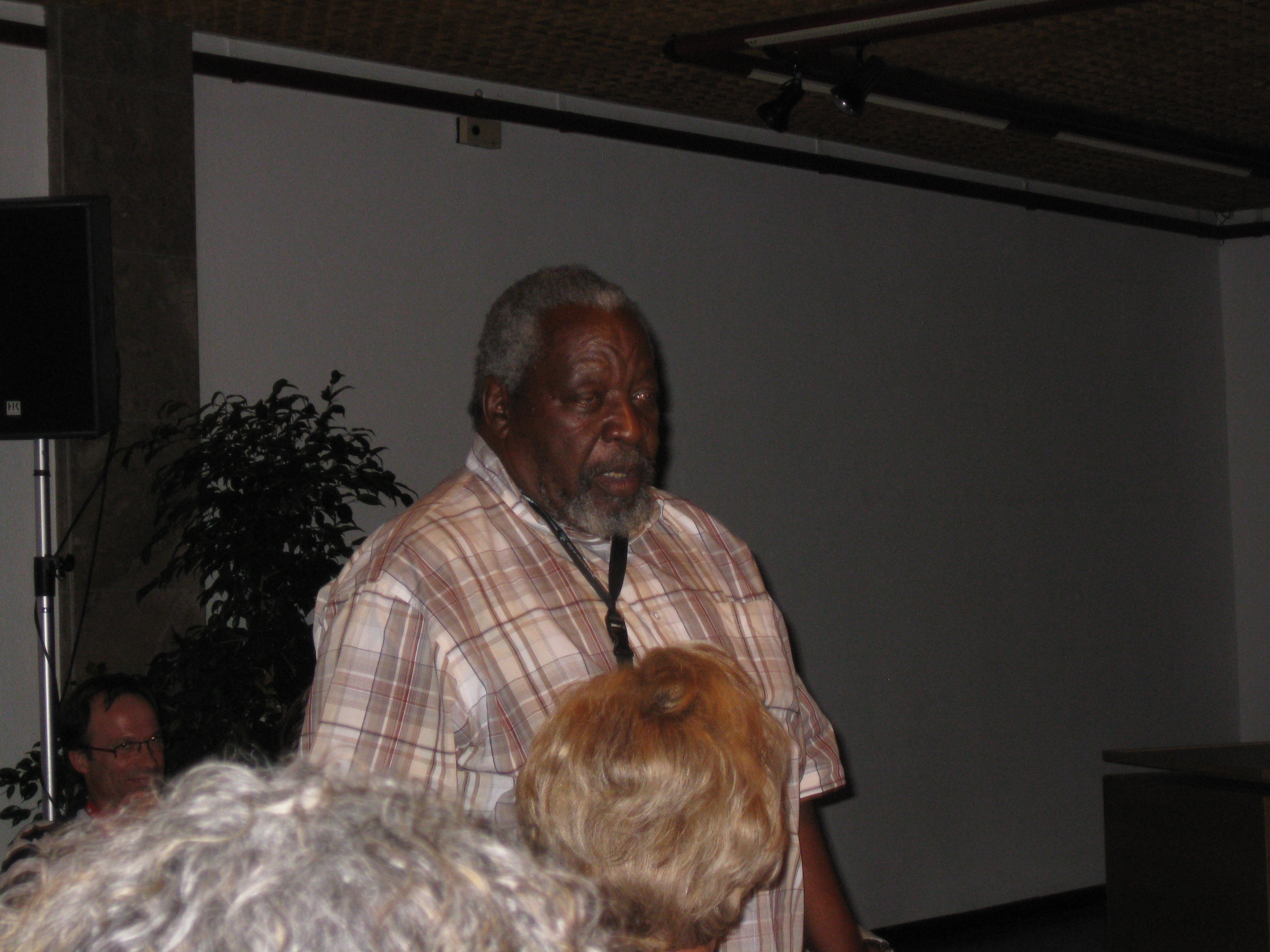
Malangatana Ngwenya (2009)

Malangatana Valente Ngwenya (* 6. Juni 1936 Matalana, Distrikt Marracuene, Mosambik; † 5. Januar 2011 in Matosinhos, Portugal) war ein mosambikanischer Maler, Bildhauer und Dichter. Als Künstler benutzte er seinen Vornamen Malangatana.

## Biographie
Er besuchte Missionsschulen und kam mit zwölf Jahren nach Lourenço Marques, dem heutigen Maputo, wo er als moleque arbeitete, als Aufsicht für Kinder. 1953 arbeitete er als Balljunge in einem Tennisclub, was ihm erlaubte, seine Ausbildung fortzusetzen und nachts Klassen zu betreuen. Er entwickelte ein Interesse an den Künsten und wurde 1960 ein professioneller Künstler, auch dank der Hilfe des portugiesischen Architekten Pancho Guedes, der ihm Räumlichkeiten für sein Atelier überließ. Im Alter von 25 Jahren hatte Malangatana 1961 seine erste Ausstellung in der Banco Nacional Ultramarino. 1963 veröffentlichte er einige seiner Gedichte in der Zeitung Orfeu Negro und wurde in die Antologia da Poesia Moderna Africana aufgenommen.
Zu dieser Zeit wurde er wegen seiner Mitgliedschaft bei der FRELIMO von der PIDE inhaftiert und für achtzehn Monate ins Gefängnis gesteckt, unter anderem in die berüchtigte Vila Algarve. Am 23. März 1966 wurde er freigelassen. Am 4. Januar 1971 wurde er erneut verhaftet, um die Symbolik seines Bildes 25. September zu erläutern, das kurz zuvor im Núcleo de Arte ausgestellt worden war, was seine Abreise nach Portugal gefährdete, wo er ein Stipendium der Gulbenkian-Stiftung erhalten hatte zum Studium von Druckgrafik und Keramik.
Nach der Unabhängigkeit Mosambiks wurde er im Jahr 1990 für die FRELIMO zum Abgeordneten gewählt. Im Jahr 1998 wurde er in die Stadtverordnetenversammlung von Maputo gewählt und 2003 wiedergewählt. Er nahm an Alphabetisierungskampagnen teil und an der Organisation von Dörfern in der Provinz Nampula. Er war einer der Gründer des Movimento Moçambicano para a Paz und beteiligte sich bei den Artistas do Mundo contra o Apartheid.

## Werk
Seine Arbeiten drehten sich anfangs um historische und politische Ereignisse in Mosambik, um den portugiesischen Kolonialismus bis zur Unabhängigkeit 1975, den antikolonialen Kampf und nach der Unabhängigkeit des Landes um Themen wie den Bürgerkrieg. Danach wurde das Spektrum seiner Arbeiten breiter und universeller. Er beschrieb die Härte des Lebens und seine heroischen Aspekte und äußerte sich sinnlich über die Liebe.
Im Laufe der Jahre fanden viele Einzelausstellungen in Mosambik, Österreich, Bulgarien, Chile, Kuba, den USA, Spanien, Indien, Macau, Portugal und der Türkei statt. Er malte mehrere Wandgemälde, u.a  O Homem e a Natureza („Mensch und Natur“) im Garten des Naturhistorischen Museums in Maputo, oder gravierte in Zement. Neben der Malerei wurden auch seine Zeichnungen, Aquarelle, Druckgrafiken, Keramik, Teppiche und Skulpturen bekannt, und er wurde in etlichen Museen und öffentlichen Galerien sowie in privaten Sammlungen auf der ganzen Welt ausgestellt.

## Auszeichnungen
Malangatana wurde mit der Medaille Nachingwea für seine Verdienste um die mosambikanischen Kultur geehrt und er erhielt 1995 den Großoffizier vom Orden des Infanten Dom Henrique.
Im Jahr 1997 zeichnete ihn die UNESCO ihn als „Künstler für den Frieden“ aus und er wurde mit dem Prinz-Claus-Preis ausgezeichnet.
Im Jahr 2010 bekam er den Titel eines Doktor honoris causa von der Universität Évora und er wurde von der Regierung Frankreichs als Commandeur des Arts et Lettres geehrt.
Malangatana war auch einer der wenigen Ausländer, die als Ehrenmitglieder der Akademie der Künste der DDR berufen wurden.